# Rudolf Rupec
Rudolf Rupec (Grubišno Polje, 17 settembre 1895 – Zagabria, 1º luglio 1983) è stato un calciatore austriaco naturalizzato jugoslavo, di ruolo difensore.

## Palmarès

### Club
- Campionato austriaco: 4

Rapid Vienna: 1916, 1917, 1919, 1920
- Campionato jugoslavo: 3

Građanski Zagabria: 1923, 1926, 1928
- ÖFB-Cup: 2

Rapid Vienna: 1919, 1920